# Irmgard Huber

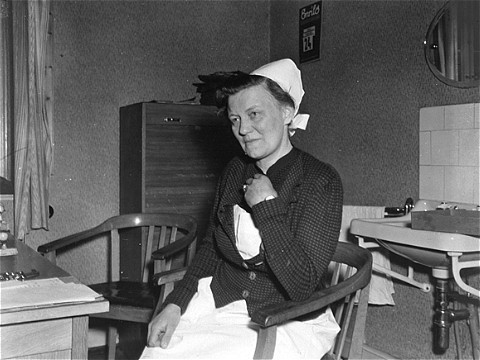
Irmgard Huber bei ihrer Vernehmung am 7. April 1945

Irmgard Huber (* 9. Juli 1901 in Attel-Reisach; † 4. Dezember 1974 in Wasserburg am Inn) war eine deutsche Krankenpflegerin, die sich wegen Anstiftung zum Mord, begangen in der Tötungsanstalt Hadamar, in zwei Prozessen verantworten musste. Sie war religiös, galt als fleißig und war kein Mitglied der NSDAP.

## Werdegang
Huber stammte aus einer Familie in einfachen Verhältnissen mit insgesamt acht Kindern. Nach dem Schulabschluss arbeitete sie zunächst in der elterlichen Landwirtschaft. Von 1920 bis 1929 war sie als Schwester an der Heilanstalt Gabersee (heute Inn-Salzach-Klinikum) tätig, wo sie 1925 die staatliche Schwesternprüfung ablegte. 1930 arbeitete sie im katholischen Schwesternhaus Berlin-Wilmersdorf und 1931 im Kreiskrankenhaus Marienruhe bei Hammelburg. Es folgte 1932 eine kurze private Pflegeanstellung in Storkow (Mark), bevor sie im März 1932 bei der Landesheilanstalt Hadamar angestellt wurde. Sie galt als fromm und sehr fleißig. Vor ihrer Tätigkeit in Hadamar hatte sie der 1927 gegründeten Berliner katholischen Schwesternschaft Aquinata angehört. Sie galt als politisch uninteressiert, war nie in der NSDAP, sondern nur bei der Deutschen Arbeitsfront und der Nationalsozialistischen Volkswohlfahrt Mitglied.

## Zeit in Hadamar

### Anfangszeit
Mit dem 1934 nach Hadamar gekommenen Verwaltungsangestellten und Familienvater Alfons Klein ging sie eine Liebesbeziehung ein und unterstützte ihn finanziell. Dieser stieg zum Verwaltungsleiter der Anstalt auf und heiratete 1940 nach seiner Scheidung nicht Huber, sondern eine andere Frau. Während dieser Zeit wurde die Lage der Patienten durch die Sparpolitik der Nationalsozialisten immer schlimmer, so dass sie in der äußeren Erscheinung dem nationalsozialistischen Zerrbild von verblödeten, unsauberen, fast animalischen Psychiatrieinsassen nahekamen.
1939 wurden die Kranken verlegt, die Heilanstalt wurde aufgelöst und für ein Jahr als Wehrmachtslazarett verwendet. 1940 wurde Hadamar dann zu einer Mordanstalt mit Gaskammer und Krematorium umgebaut und es kam zusätzliches Personal, rekrutiert von der Berliner Krankenmordzentrale T4, hinzu. Irmgard Huber und weiteres Stammpersonal wurden vom zuständigen Anstaltsdezernenten des Bezirksverbandes Nassau Fritz Bernotat zur T4-Aktion abgestellt und unter Strafandrohung zu strengster Geheimhaltung verpflichtet, ohne dass der Zweck der Aktion dem Personal offengelegt wurde. Huber war zu dieser Zeit mit der Leitung der Waschküche betraut und wollte erst spät von den Vorgängen erfahren haben, mit denen sie „nicht in Berührung kam“. Im August 1941 wurden die zentral verfügten Morde gestoppt. Das Personal wurde teilweise zu einem Osteinsatz verlegt, an dem Huber wahrscheinlich nicht teilnahm, sondern in Hadamar blieb.

### Rolle bei den dezentralen Krankenmorden
Ab August 1942 begannen in Hadamar die dezentralen Krankenmorde mit Medikamenten, denen bis zum Kriegsende mehr als 4000 Menschen zum Opfer fielen. Das Anstaltspersonal hatte vom nassauischen Dezernenten Fritz Bernotat in Abstimmung mit T4-Verantwortlichen den Auftrag dazu erhalten. Schwester Huber wurde mit den Aufgaben einer Oberschwester betraut. Sie wurde trotz ihrer geringeren Erfahrung und fehlender Parteizugehörigkeit einer anderen Schwester vorgezogen, weil ihre Gewissenhaftigkeit und ihre Bindung an den Verwaltungschef Klein wahrscheinlich eine reibungslosere Durchführung seiner Anordnungen versprach (formelle Ernennung erfolgte erst im Juli 1944).  Bei täglichen Konferenzen unter dem Anstaltsarzt Adolf Wahlmann mit dem Oberpfleger Heinrich Ruoff und Oberschwester Huber wurde entschieden, wer ermordet werden sollte. Die Krankenpflegerinnen und Schwestern der Frauenabteilung erhielten von Huber dann einen Zettel mit Namen. Die Patientinnen wurden vom Personal im „Todesgang“ isoliert und nachts mit Veronal, ersatzweise auch Luminal, getötet. Dabei kam es laut Zeugenaussagen zu herzzerreißenden Szenen.

### Strafverfolgung

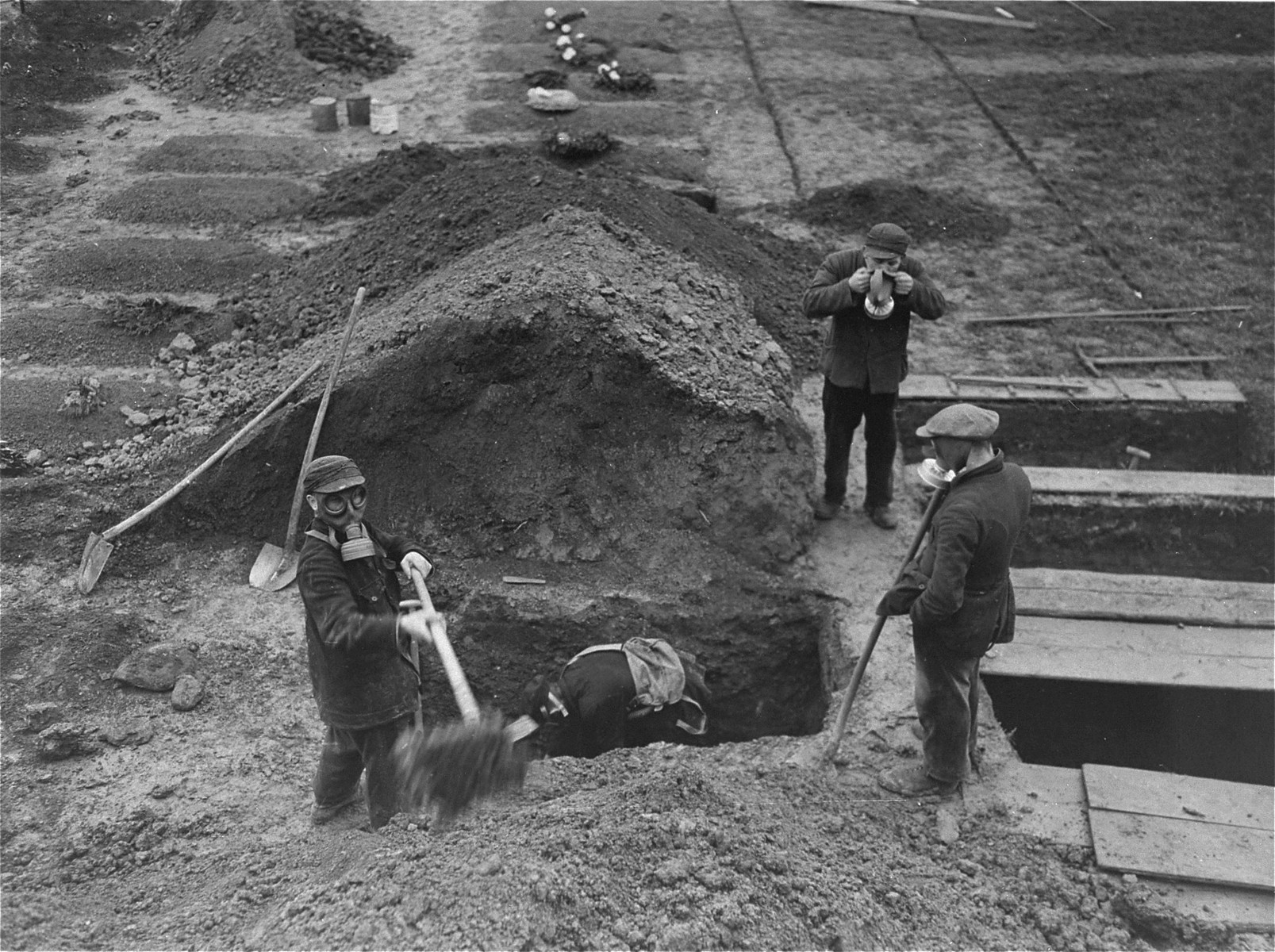
Exhumierung von ermordeten Zwangsarbeitern, Hadamar, 5. April 1945

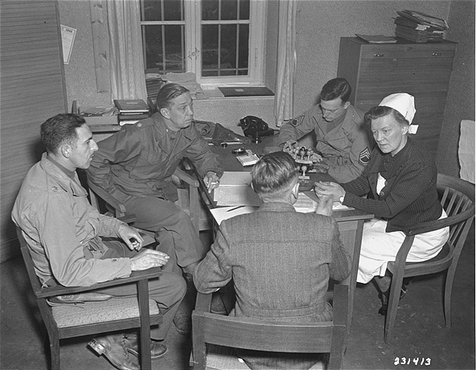
Vernehmung vom 4. Mai 1945

Zunächst fand keine Strafverfolgung statt, da das Reichsjustizministerium im April 1941 auf der Schlegelberger-Konferenz die Generalstaatsanwälte und Oberlandesgerichtspräsidenten über das Krankenmordprogramm informiert und mündlich angewiesen hatte, Strafanzeigen entgegen dem Legalitätsprinzip unbearbeitet dem Reichsjustizministerium vorzulegen. Am 26. März 1945 wurde Hadamar von amerikanischen Truppen befreit und deren Ermittlungen ergaben, dass neben Behinderten ab Juni 1944 auch mehr als 400 tuberkulosekranke Zwangsarbeiter russischer und polnischer Nationalität ermordet worden waren.
Im Hadamar-Prozess vor einem amerikanischen Militärtribunal in Wiesbaden nach der US-Staff-Direktive 1023/10 wurde Huber wegen des Kriegsverbrechens der Beihilfe zur Ermordung von 476 alliierten Staatsangehörigen zu 25 Jahren Haftstrafe verurteilt. Verhandelt worden war gegen sechs Männer und Huber als einziger Frau, denen vorgeworfen wurde, durchorganisiert und vorsätzlich eine Mordfabrik (murder factory) mit einer fließbandmäßigen Tötung (production line of death) betrieben zu haben. Sieben weitere Schwestern waren zwar festgenommen worden und hatten teilweise die Tötung deutscher Patienten zugegeben, was aber keinen Verstoß gegen das Kriegsvölkerrecht darstellt.
Das hessische Justizministerium drang daraufhin auf die Strafverfolgung auch dieser Morde und so kam es im Jahr 1947 zum Frankfurter Hadamar-Prozess. Huber wurde in diesem Verfahren wegen der Beteiligung an Morden zu acht Jahren Haft verurteilt. Dem angeklagten Pflegepersonal wurde darin vom Gericht eine gewisse Milde zugestanden, weil menschliche Schwäche, Gehorsamsgewohnheit gegenüber Ärzteschaft und Staatsführung sowie die verwirrende NS-Propaganda berücksichtigt wurden. Das Oberlandesgericht Frankfurt am Main bestätigte 1948 das Strafmaß für Huber im Revisionsverfahren, beurteilte aber ihre Rolle als Anstiftung zum Mord.
Die Gefängnisstrafe verbüßte Huber bis zu ihrer endgültigen Begnadigung 1953 in Bruchsal, Schwäbisch Hall, Landsberg am Lech und Kassel.

### Aspekte zum Schuldspruch
Keine Pflegerin konnte so viele Entlastungszeugen aufweisen wie sie. Diese sagten aus, dass ihr die Morde an Kindern sehr nahegegangen seien und Huber vereinzelte Versuche zur Erleichterung der hoffnungslosen Lage der Opfer unternommen habe. Sie beschaffte heimlich Lebensmittel, versuchte angeblich möglichst viele Patienten bei der Selektion für arbeitsfähig zu erklären und unterstützte heimlich sowohl den katholischen wie den evangelischen Ortsseelsorger, während die Verwaltung deren Besuche in der Anstalt verhindern wollte.
Huber suchte auch Zuflucht hinter der Einrichtung eines geregelten Verfahrens. Als sie feststellte, dass Stationsschwestern vorschriftswidrig Zugang zu großen Mengen an Veronal und Luminal hatten, erreichte sie, dass diese Medikamente in die Anstaltsapotheke genommen und „ordnungsgemäß ausgegeben wurden“.
Huber berief sich nicht, wie andere Schwestern es taten, auf den Befehlsgehorsam. Sie hatte während der zweiten Mordphase nachweislich erfolglos versucht, aus Hadamar wegzukommen, weil sie sich von den dortigen Vorgängen und ihrer schwierigen Beziehung zum Anstaltsleiter lösen wollte. Trost und Zuspruch zum Verbleib erhielt sie nach eigenen Aussagen vom Gemeindepfarrer („… ich sollte bleiben und mich nach Möglichkeit für die Kranken einsetzen, bei einer anderen Oberschwester könnte es weit schlimmer werden.“). Ihre persönliche Schuld versuchte sie dadurch zu relativieren, dass sie die Durchführung der Tötung als eigentliches Verbrechen ansah, mit dem sie nichts zu tun hatte. Ihr war zwar einerseits bewusst „man darf nicht töten, da hat man keine ruhige Nacht zum Schlafen“, sie fand aber Entschuldigungsgründe für sich im schlechten Zustand der Opfer, einer sorgfältigen Selektion der Todeskandidaten durch den Anstaltsarzt und in teilweise zustimmender Haltung von Angehörigen der Patienten zur sogenannten Euthanasie.
Bei der Einschätzung von Hubers Motiven und Verbrechensbeiträgen muss berücksichtigt werden, dass die zugrunde liegenden Aussagen aller Tatverdächtigen zu Schuldbewusstsein, Umgang mit Patienten und Personal möglicherweise mehr der Verteidigungsstrategie als der Realität entsprachen.
Laut dem damaligen Ministerialrat Adolf Arndt, der sich nach dem Krieg besonders für die Strafverfolgung der Krankenmorde in Hessen einsetzte, war die „Atomisierung“ des Tatgeschehens in kleinste Einzeltaten eine Besonderheit der nationalsozialistischen Gewaltverbrechen und ließ die Verantwortlichkeit des Einzelnen hinter die Tatbeiträge anderer zurücktreten.